# Mindre teatern
För andra betydelser, se Mindre teatern (olika betydelser).
Mindre teatern låg vid Östra Trädgårdsgatan (nuvarande Kungsträdgårdsgatan) i Stockholm. Den invigdes 1842, och fungerade som lokal för Dramatens talscen 1863-1907. 

## Historik
Byggnaden uppfördes 1842 av murmästaren Carl Hallström på initiativ av kaptenen och teaterledaren Anders Lindeberg. Huset låg intill och norr om hörnhuset, nuvarande Gamla Jernkontorets hus, vid Arsenalsgatan. Teatern hette från början Nya teatern, och hade från 1846 namnet Mindre teatern, men i folkmun kallades den Lindebergska teatern, Teatern vid Kungsträdgårdsgatan eller -scenen. För fasaderna svarade arkitekten Johan Adolf Hawerman och för planerna byggmästaren Carl Hallström. Teatern byggdes om 1860 och försågs med en ny fasad av Johan Fredrik Åbom.
Teatern köptes 1863 av Karl XV, som överlät den på Kungliga Teatern att användas som talscen för det borgerliga skådespelet och lustspelet. Den nya talscenen som fick namnet (Gamla) Kungliga Dramatiska Teatern invigdes i september 1863 med ett skådespel av Gustav III. Sista föreställningen på "Dramatiskan", som den då kallades, spelades 1907. Huset revs 1910 inför uppförandet av Stockholms Enskilda Banks huvudkontor
Dramaten flyttade sin verksamhet till den nuvarande byggnaden vid Nybroplan som stod klar 1908.

## Uppsättningar
Nya teatern invigdes 1 november 1842 med Agne av Pehr Henrik Ling och Prövningen av Onkel Adam. Ensemblen bestod av bland andra Anna Sofia Tillgren, Edvard Stjernström, Wilhelm Theodor Gille, Jean Högqvist och Georg Norrby.
Den sista föreställningen som spelades i Dramatens regi var Livets maskerad av Ludwig Fulda 14 juni 1907. I rollerna syntes bland andra Gustaf Fredriksson, Albion Örtengren, Carl Browallius, Lotten Dorsch, Einar Fröberg, Hilda Borgström, Astri Torsell, Ester Julin, August Byström och Carl Axel Frank.

Teaterbyggnaden före rivningen
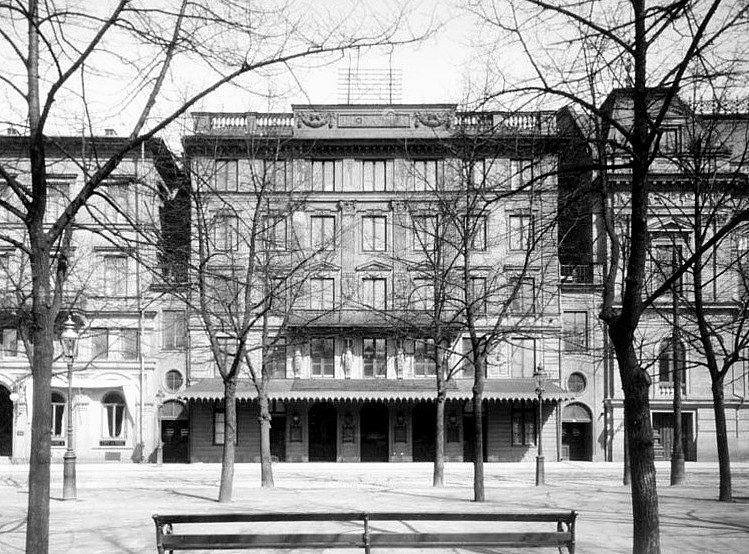
Fasaden mot Kungsträdgården
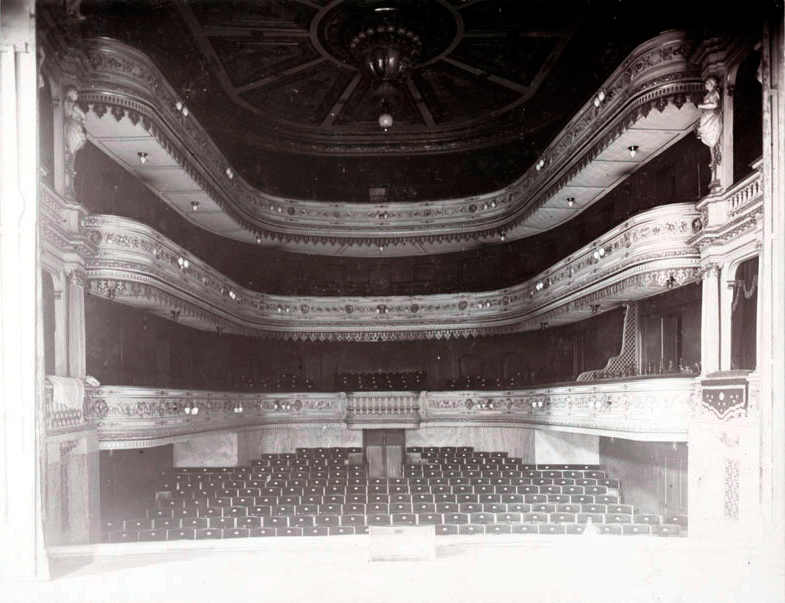
Salongen sedd från scenen
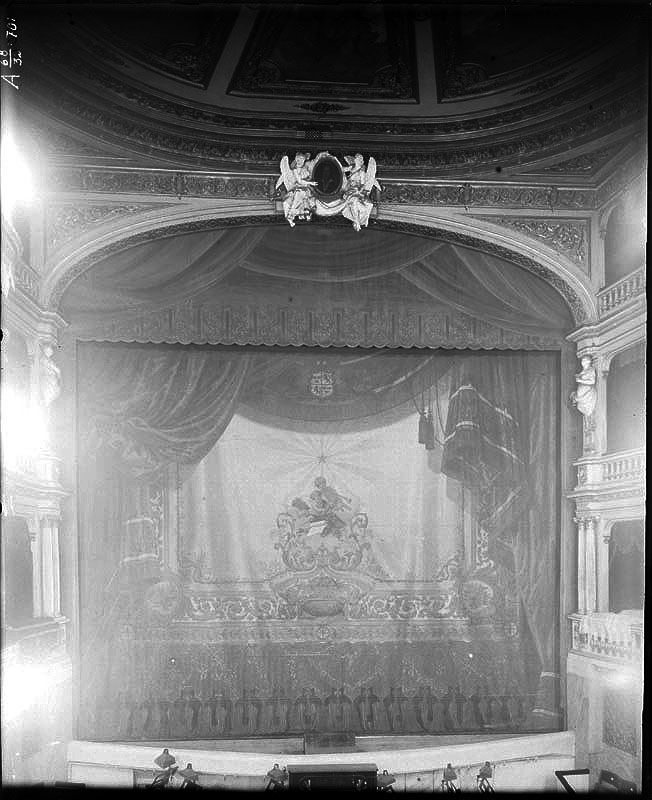
Detalj av prosceniet med Anders Lindebergs porträtt i olja, 1907